# Большая Берёзовка (приток Усьвы)
Большая Берёзовка — река в Чусовском городском округе Пермского края, приток Усьвы. Впадает в Усьву справа в 58 км от её устья. Длина реки 11 км. Истоки примерно в 10 км северо-западнее посёлка Мыс. Основное направление в верхнем течении — на юг, в среднем — на восток, и в нижнем на юго-восток. Основной приток — Малая Берёзовка, впадает справа недалеко от устья.

## Данные водного реестра
По данным государственного водного реестра России, река относится к Камскому бассейновому округу, бассейн реки Кама, подбассейн — Кама до Куйбышевского водохранилища (без бассейнов рек Белой и Вятки), водохозяйственный участок реки — Чусовая от в/п пгт. Кын до устья. Код объекта в государственном водном реестре — 10010100712111100011535.